# Національний парк Ноель Кемпф Меркадо
Національний парк Ноель Кемпф Меркадо (ісп. Parque Nacional Noel Kempff Mercado) — національний парк в Болівії, розташований в департаменті Санта-Крус на кордоні з Бразилією. Парк був створений 28 червня 1979 спочатку під назвою «Національний парк Уанчака» (Parque Nacional Huanchaca), пізніше був перейменований на честь професора Ноеля Кемпфа Меркадо, за дослідження території парку. З 2000 року належить до об'єктів Світової спадщини ЮНЕСКО.
Парк займає площу 15 234 км² в одному з районів з найбільшим біорізноманіттям у світі, із різноманітними кліматом, фауною і флорою. Містить як ділянки гір, так і ділянки вологого тропічного лісу. Температури в середньому між 25 і 29 °C. Середньорічні опади близько 1500 мм.
| Болівія | Це незавершена стаття з географії Болівії. Ви можете допомогти проєкту, виправивши або дописавши її. |

1. ↑  GeoNames — 2005.